# Estación de Quart de Poblet (Renfe)
Quart de Poblet fue una estación pasante, de la línea Valencia-Liria de ancho ibérico, desmantelada en su práctica totalidad, situada en la intersección de las calles de Azorín y de la Estación. 
Fue estación de la primitiva línea C-4 de Cercanías Valencia desde 1889, fecha en la que se inauguró la línea, hasta el año 2005 cuando pasó a ser estación terminal de la línea C-4. En la actualidad no dispone de ningún servicio desde el año 2007 con llegada del metro a la ciudad.

## Distribución de las vías
| Vía | Trenes y destinos                                                                           |
| --- | ------------------------------------------------------------------------------------------- |
| 1   | Valencia-Norte (Desmantelada 2007) Líria (1889-1984) Ribarroja de Turia (Desmantelada 2005) |
| 2   | Valencia-Norte (Desmantelada 2007) Líria (1889-1984) Ribarroja de Turia (Desmantelada 2005) |

## Líneas y conexiones
| Periodo   | origen/destino | < estación                                  | línea          | estación > | origen/destino     |
| --------- | -------------- | ------------------------------------------- | -------------- | ---------- | ------------------ |
| 1889-1984 | Valencia-Norte | Mislata (hasta 1969) Xirivella (desde 1969) | Valencia-Líria | Manises    | Líria              |
| 1985-2005 | Valencia-Norte | Chirivella-El Alter                         |                | Manises    | Ribarroja de Turia |
| 2005-2007 | Valencia-Norte | Chirivella-El Alter                         |                | terminal   | terminal           |

- Datos: Q5847013
- Multimedia: Quart de Poblet train station (1889) / Q5847013